# Burstin község
Burstin község vagy Burstin városi község (ukránul: Бурштинська міська громада, magyar átírásban: Burstinszka miszka hromada) közigazgatási és területi önkormányzati egység Ukrajna Ivano-frankivszki területének Ivano-frankivszki járásában. Székhelye Burstin.
2020. június 12-én hozták létre az ukrajnai közigazgatási reform során. A községet a Burstini Városi Tanács területéből, valamint az egykori Halicsi járás és a Rohatini járás egy-egy kisebb részéből hozták létre. A községhez 19 település (1 város és 18 falu) tartozik. A község területe 203,6 km², lakossága 2020-ban 24470 fő volt, ebből 14896 városi és 9494 vidéki lakos. Önkormányzati testülete a Burstini Városi Tanács.

## Települések
Burstin községhez tartozó települések:

### Város
- Burstin (székhely)

### Falvak
- Bovsziv
- Demjanyiv
- Gyibrova
- Junaskiv
- Korosztovicsi
- Kunicsi
- Kuropatnikiv
- Nasztasine
- Novij Martinyiv
- Ozerjani
- Rizvdjani
- Szarniki
- Szloboda
- Sztarij Martinyiv
- Tenetniki
- Vihivka
- Zadnyisztrianszke
- Zalivki